# Löwchen
Löwchen (Petit chien lion) är en hundras från Frankrike. Den är en dvärghund och sällskapshund av bichontyp.

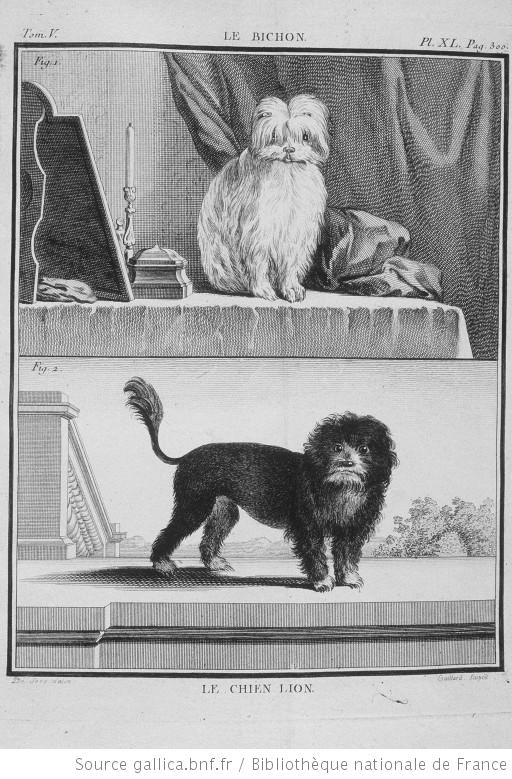
En bichon och en lejonhund från Georges-Louis Leclerc de Buffons (1707-1788) stora naturalhistoria från mitten av 1700-talet.

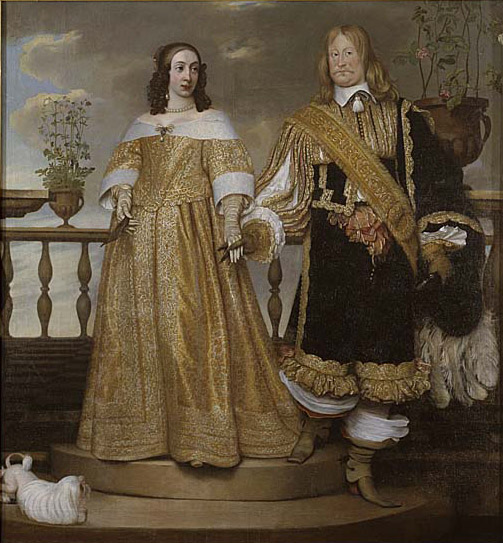
Bröllopsmålningen av Magnus Gabriel De la Gardie och Maria Eufrosyne av Hendrick Münnichhoven från 1653. En lejonklippt dvärghund, troligen en bröllopspresent, syns nere till vänster.

## Historia
Löwchen som ras så som den ser ut idag formades framför allt i Belgien, Frankrike och Tyskland under den senare delen av 1900-talet. Men från 1300-talet och framåt kan man finna små, lejonklippta hundar avbildade på kopparstick, målningar, gobelänger och stenreliefer. 
Särskilt populära var dessa hundar vid det franska hovet under 1600- och 1700-talet och många hundar på avbildningar från denna tid uppvisar stora likheter med löwchen till det yttre, men det är osäkert om de faktiskt var en äldre rasvariant av löwchen, eller om de tillhör någon annan småväxt ras av bichontyp med lejonklippning. Förfäder till löwchen finns dock troligen bland dessa hundar. 
I Sverige är en sådan hund känd från 1600-talet. Den finns på en målning på Läckö slott från 1653 med greve Magnus Gabriel De la Gardie med maka. Lejonklippta bichoner har också blivit avbildade av flera berömda konstnärer så som Lucas van Leyden (1494-1533) och Peter Paul Rubens (1577-1640). 
Före första världskriget visades en del löwchen på utställningar i Belgien. Vid andra världskrigets utbrott upphörde aveln. Rasen räddades efter kriget då en Madame Bennert startade en uppfödning.
En fransk rasklubb för löwchen bildades år 1947 men rasen förblev ovanlig. Den hamnade 1969 i Guinness rekordbok som världens sällsyntaste hundras. Då fanns det cirka 40 exemplar kvar varav cirka 20 i Tyskland. Det var först i och med att engelsmännens intresse för rasen vaknade som löwchen åter fick ett visst uppsving i popularitet. Under de sista årtiondena av 1900-talet importerades den till flera länder världen över, däribland Sverige, Finland och Norge.

## Egenskaper
Löwchen är en intelligent och alert hund som är starkt präglad på människor. Den har lätt för att lära.

## Utseende
Rasens namn, löwchen, betyder litet lejon på tyska och syftar på den traditionella klippning som är rasens signum. Denna klippning, som kallas lejonklippning, var från början troligen en modenyck.